# 下村脩
下村 脩（しもむら おさむ、1928年（昭和3年）8月27日 - 2018年（平成30年）10月19日）は、生物学者（有機化学・海洋生物学）。
学位は理学博士（名古屋大学、1960年）。位階は従三位。ボストン大学名誉教授、ウッズホール海洋生物学研究所特別上席研究員、名古屋大学特別教授。

## 概要
有機化学・海洋生物学を専門とする生物学者、中でも生物発光研究の先駆者であり第一人者。旧制長崎医科大学、名古屋大学、プリンストン大学、ボストン大学、ウッズホール海洋生物学研究所などに在籍し、発光生物についての研究を継続。その中の一つ、オワンクラゲの緑色蛍光タンパク質の発見は、その後生命科学、医学研究用の重要なツールに発展して2008年（平成20年）のノーベル化学賞受賞に結びついた。
2010年ごろには、アメリカ合衆国のマサチューセッツ州ファルマスの自宅に設置した発光タンパク質研究室で研究を継続していた。身長は182cm。

## 来歴

### 生い立ち
京都府福知山市に陸軍軍人の家に生まれる。父の生家は長崎県雲仙市瑞穂町にあり代々庄屋を勤めた名家。現在は従妹が在住している。満州国、長崎県佐世保市、大阪府等在住を経て、旧制中学生のとき母の実家・長崎県諫早市に疎開し、勤労動員生活を送る。旧制長崎県立佐世保中学校（佐世保南高校、佐世保北高校の前身）、大阪府立住吉中学校を経て、16歳の時、諫早市にて原爆に遭遇（爆心から20km先）。終戦後、長崎県立諫早中学校を卒業。

### 日本での活動
旧制中学卒業後は旧制高校進学を志すが、中学時代に全く勉強をすることができず内申書を取得できなかったため断念。３年近く浪人生活を送り戦後、長崎市への原子爆弾投下により校舎が破壊されたため諫早市小野の下村の自宅から見える近所に移転してきた旧制の長崎医科大学附属薬学専門部（長崎大学薬学部の前身の薬学専門学校)に進学し、1951年（昭和26年）卒業。旧制中学時代は勤労動員のため全く勉強することができず、進学した薬学専門部も、終戦直後の中航空機乗員養成所を借りた仮校舎でろくな勉強もできないまま卒業したため、知識を習得したのは名古屋大学での研究生時代以降だという。
薬学専門部卒業後、武田薬品工業の研究職を志すが、面接担当者に「あなたは会社員に向きません」との忠告を受け断念。下村はこのときの経験を、初めから会社員志望でなかったことに加え、面接時に無愛想な態度をとったからと後述している。就職試験に落ちた下村は長崎大学薬学部の安永峻五教授の下で実験実習指導員を4年間務めた。安永は下村を研究者として育成し幅広い知識を習得させるため、分子生物学で有名な名古屋大学理学部の江上不二夫教授の下に1年間内地留学させたいと考えた。1955年（昭和30年）春、安永と下村は、名古屋大学を訪れたが、江上は不在。代わりに応対した有機化学の平田義正教授は、「私の所にいらっしゃい」と下村に言った。下村は、分子生物学も有機化学も当時は知らなかったので、天の指図だと思い平田教授の有機化学研究室に行くことを決めた。
1955年（昭和30年）から平田の有機化学研究室に研究生として所属。平田から与えられた研究テーマは「ウミホタルのルシフェリンの精製と結晶化」だった。これは、プリンストン大学のグループが20年以上も前から解決しようとしていた、極めて難しい問題であった。下村は、研究に没頭。10か月後の1956年（昭和31年）2月に、努力が実を結び「ウミホタルのルシフェリンの結晶化」に成功した。27歳の下村の成し遂げた業績であった。その後も実験を続け論文として発表した。
- 1957年（昭和32年） -「Crystalline Cypridina Luciferin」[16]
- 1959年（昭和34年）- 海ホタルルシフェリンの構造[17]
- 1959年（昭和34年）- 海ホタルルシフェリンの構造2-3[18]
- 1960年（昭和35年）- 5-イミダゾロンに関する研究1-2[19]

この間、1959年（～1963年）には、長崎大学の助手となる。プリンストン大学の フランク・ジョンソン教授は、下村の論文に感銘を受け、プリンストン大学に招聘1959年（昭和34年）、下村は受諾した。平田はハーバード大学留学体験から博士の学位により報酬が倍増されることを知っていたため、専門学校卒業で大学に入学すらしていない下村の本来の身分は、只の雑用係の助手であり大学院に入る資格も無かった為、当然博士課程の学生ではなかったが、論文博士として下村に博士号を与えた。1960年（昭和35年）4月に、「海ホタルルシフェリンの構造（第2～3報）」の論文に対して、名古屋大学から理学博士号が授与された。1960年（昭和35年）8月に、横浜港から氷川丸にて渡米した。
その後も平田のことは恩師と仰ぎ、2000年（平成12年）に平田が死去した後も、論文を書くたびに平田の自宅に送ったり、来日して同門の研究者と墓参りをしていたという。ノーベル化学賞受賞後の取材では、恩師の平田に一番に受賞の喜びを伝えたいと述べた。
博士号取得後、名古屋大学で従事したウミホタルの研究が評価され、1960年（昭和35年）8月からフルブライト奨学生としてプリンストン大学に博士研究員として留学、フランク・ジョンソン教授に師事し、オワンクラゲを研究する（～1963年8月）。1963年（昭和38年）9月に帰国後、名古屋大学理学部付属水質科学研究施設助教授に就任。しかしアメリカ時代とは異なり思うような研究ができず、またこのとき結婚をして長男が誕生していたため生活環境を変えることに迷いがあったが、妻の助言もあり、1965年（昭和40年）にプリンストン大学上席研究員職を得て再び渡米、研究拠点をアメリカに移す。下村はこのときの経験を、安定した収入と職場を捨てリスクを伴う海外移住であったが、若さゆえにできたと後述している。

### アメリカでの活動

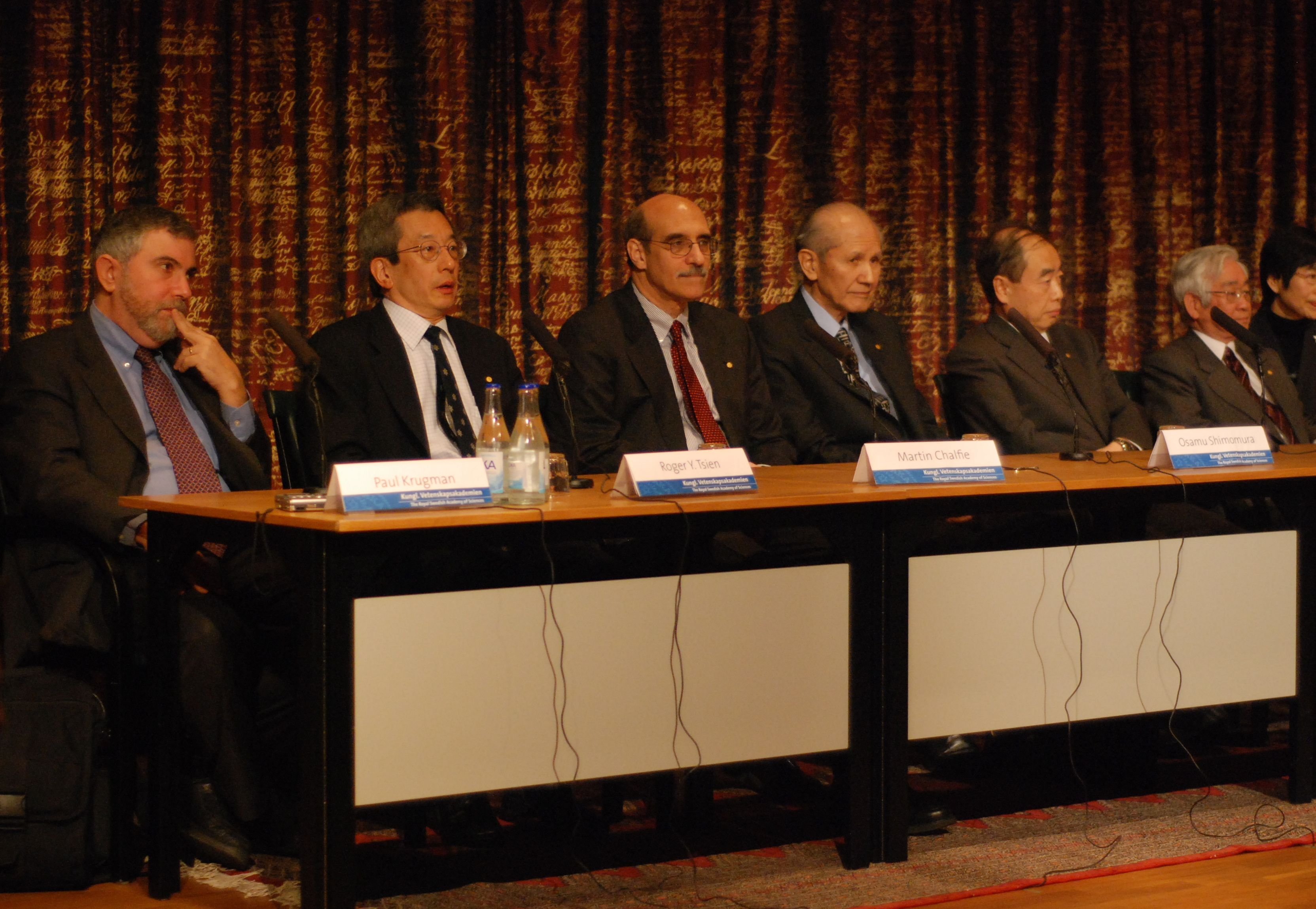
2008年12月7日、スウェーデン王立科学アカデミーにて

1960年（昭和35年）、フルブライト奨学生として渡米。プリンストン大学でジョンソン教授に師事した後、名古屋大学助教授としての帰日期間を挟んで1965年（昭和40年）再渡米。その後、1965年（昭和40年）10月から1982年（昭和57年）までプリンストン大学上席研究員、1982年（昭和57年）から2001年（平成13年）までウッズホール海洋生物学研究所 (MBL) 上席研究員を務める一方、1981年（昭和56年）から2000年（平成12年）まではボストン大学医学部客員教授を兼任した。2001年（平成13年）にはボストン大学名誉教授となる。
研究活動を通じ、ウミホタル・オワンクラゲなど発光生物の発光メカニズムを次々と解明するに至った。なかでもプリンストン大学時代にフライデーハーバー実験所で行ったオワンクラゲからのイクオリンおよび緑色蛍光タンパク質 (GFP) の発見（1962年）とその後の研究は生物発光の学問の世界にとどまらず、今日の医学生物学の重要な研究ツールとして用いられ、医学臨床分野にも大きな影響を及ぼしている。主たる研究活動の場が米国であったためノーベル賞受賞まで日本での知名度は低かった。

### 2001年以降の活動
2001年（平成13年）にウッズホール海洋生物学研究所を退職してからは自宅に研究室を作り研究を続けている。
2007年（平成19年）1月に「緑色蛍光タンパク質 (GFP) の発見と生命科学への貢献」により、2006年度朝日賞を受賞。2007年長崎大学名誉校友の称号を受ける。
2008年（平成20年）に、「緑色蛍光タンパク質 (GFP) の発見と開発」によって、マーティン・チャルフィー、ロジャー・Y・チエンと共にノーベル化学賞を受賞。
2008年（平成20年）ウッズホール海洋生物学研究所特別上席研究員および名古屋大学特別招へい教授就任。2009年（平成21年）名古屋大学特別教授。
2009年（平成21年）1月1日付で福知山市名誉市民。3月21日に佐世保市名誉市民、翌22日に長崎県名誉県民顕彰を受ける。また、母校の一つである佐世保南高校に顕彰碑が建立された。
2010年（平成22年）4月2日 オワンクラゲで縁がある鶴岡市立加茂水族館（別名クラゲ水族館）で、一日名誉館長を務めた。
2010年（平成22年）4月6日には母校の長崎県立諫早高校に銅像建立、同年4月7日には長崎大学にメダルのレプリカを貸与している。
2014年（平成26年）には、下村家の親族の墓所がある埼玉県深谷市から深谷市親善大使に委嘱された。
2018年10月19日6時15分、老衰のため、長崎市で死去。90歳没。叙従三位。

## 人物
疎開先の長崎県諫早市で原爆を体験している。下村は、親が職業軍人だったので転勤に伴い転々としたが、「長崎とそこでの学生生活が自分の原点であり、故郷である」と講演で話している。また、ノーベル賞受賞決定後のインタビューで「これまでの受賞者は、旧帝国大学の出身がほとんど。（私は旧長崎医科大付属薬学専門部の出身だが）いい学校に行かなかったから良い研究ができなかった、そんな考え方はやめてほしいね」と語る。
アメリカ合衆国に居住しているが、国籍は日本国籍のまま（アメリカの永住権は取得）である。下村は、「何でわざわざアメリカ人に変わる必要があるの？日本人でもアメリカに住める。研究費を取るにも差別はなかったし、ほとんど不便は感じない」と述べる。
受賞連絡直後に「受賞するなら生理学・医学賞ではと考えていたので、化学賞の受賞は全く期待していなかった。化学賞は予想外だった」と語った。
下村は、発光生物の研究を50年間もの間中断することなくずっと続けられたのは、多くの共同研究者や同僚の支援があったおかげと感謝している。また、「自分のすべての研究は、3人の恩師に導かれて生まれてきた」と述べている。
- 安永峻五教授 (1911-1959) - 長崎大学
- 平田義正教授 (1915-2000) - 名古屋大学
- フランク・ジョンソン教授 (1908-1990) - プリンストン大学

安永には、「薬学から化学へ専攻を変えるように勧められ、平田の有機化学研究室で研究ができるように手配してくれたこと」を、平田には、「ウミホタルのルシフェリンの結晶化という極めて難しい問題を与えてくれ、結果的に研究者としての経験・知識を身につけるのに役立ったこと」を、ジョンソンには、「オワンクラゲのテーマを与えてくれ、20年にわたってイクオリンの問題解決を支援してくれたこと」を感謝している。下村は、大いなる尊敬の念を込めて3人の恩師に自著の『Bioluminescence』を捧げる旨、その序文に記している。受賞の知らせを聞いた直後にも、「3人の恩師に導かれ今日がある」と奥ゆかしく語っている。2008年12月のノーベル賞受賞記念講演 (Nobel Prize lecture) の中でも、3人の恩師を顔写真入りのスライドで紹介し、感謝の気持ちを表している。

## オワンクラゲとクラゲ水族館のエピソード

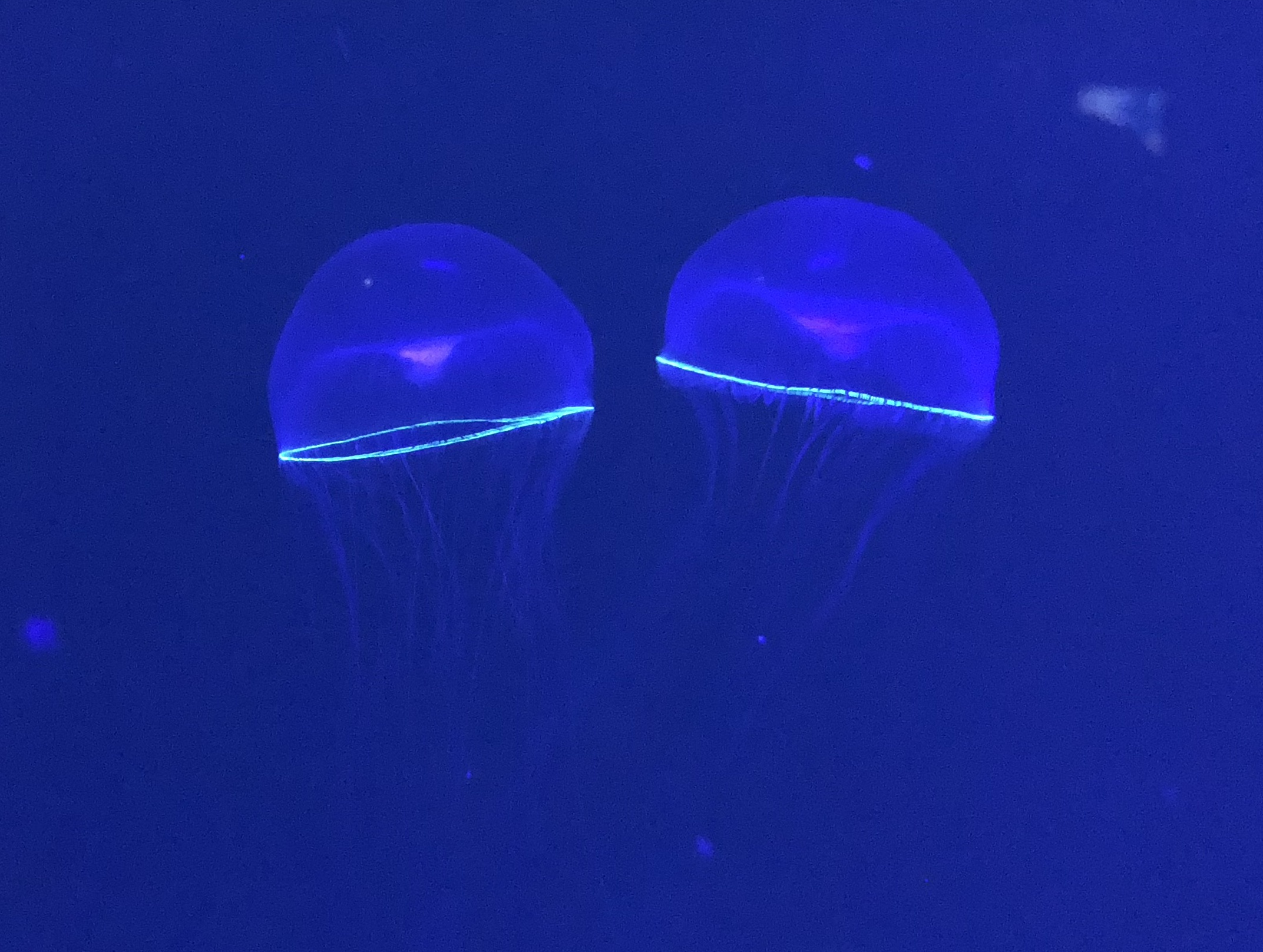
加茂水族館で展示されている、オワンクラゲの発光

2008年（平成20年）ノーベル化学賞を受賞すると、その受賞理由となった緑色蛍光タンパク質 (Green Fluorescent Protein; GFP) がオワンクラゲ由来であることも報道され、オワンクラゲを飼育しているクラゲ水族館こと鶴岡市立加茂水族館が注目された。これにより、同館の入館者数が通常の1.5～2倍に増加した。
同館で飼育されているオワンクラゲは、自然界から採取した成体は発光するものの、人工繁殖で世代交代させると発光しなくなっていた。そのことを聞いた下村が2008年（平成20年）10月24日に直接同館に電話をし、「セレンテラジンを餌に混ぜれば、2週間で光る」とアドバイスをした。そして、下村の紹介で、三重大学大学院生物資源学研究科の教授、寺西克倫からセレンテラジンを譲り受け、発光実験に取り組んだ。
2008年（平成20年）10月、アメリカ合衆国の音楽学校生の下川和己がピアノ曲「Dance of the Aequorea」（オワンクラゲのダンス）を作曲して下村に献曲したところ、2009年（平成21年）6月12日に当館のBGMとして推挙した。これを機に、当館に下村のパネルコーナーが設置され、同曲のBGM使用も開始された。
2010年（平成22年）4月2日には下村が初めて来館し、一日名誉館長を務めた。その後2011年3月に同館では来館した際の写真やオワンクラゲを用いた切手シートを発行、30枚を下村に送った。翌4月にこのうちの15枚が加茂水族館に下村のサインが書かれて送られてきた。同年3月11日の東日本大震災（東北地方太平洋沖地震）で大きな被害を受けたマリンピア松島水族館にその一部とミズカサクラゲ、ハナガサクラゲが贈られた。

## 家族・親族
祖先は庄屋。脩は14代目に当たる。息子の下村努はカリフォルニア大学サンディエゴ校主席特別研究員を務めており、コンピュータセキュリティ専門家として知られている。1990年代には努は連邦捜査局に協力しケビン・ミトニックの逮捕に貢献しており、そのエピソードは『ザ・ハッカー』として映画化された。

## 栄典・受賞歴
- 2004年 - Pearse Prize（英国王室顕微鏡学会）
- 2005年 - Emile Chamot Award（イリノイ州顕微鏡学会）[49]
- 2006年 - 朝日賞（朝日新聞社・朝日新聞文化財団）[50]
- 2008年
  - ノーベル化学賞
  - 文化勲章
  - 文化功労者
- 2010年3月31日 - 学習院大学名誉博士（理学）[3]
- 2013年 - 米国科学アカデミー会員
- 2014年 - 埼玉県深谷市親善大使[33]
- 2018年 - 従三位

## 著作物

### 著書
- Shimomura, Osamu. (2006). Bioluminescence: Chemical Principles And Methods, World Scientific Publishing Company. ISBN 9812568018
- 『クラゲに学ぶ : ノーベル賞への道』（長崎文献社 2010年 ISBN 978-4-88851-157-5）

### 主要論文
- 下村脩「海ホタルルシフェリンの構造」名古屋大学 博士論文（理学）,［報告番号不明］、1960年、NAID 500000420023。
- 安永峻五, 下村脩「無機クロマトグラフに関する研究 (第3報):アルミナによるカチオンの吸着機構に関する実験的考察」『藥學雜誌』第73巻第12号、日本薬学会、1953年、1353-1356頁、doi:10.1248/yakushi1947.73.12_1353、ISSN 0031-6903、NAID 130007279740。
- 安永峻五, 下村脩「無機クロマトグラフに関する研究 (第1報):アルミナによる金属イオンの簡易微量分析法」『藥學雜誌』第73巻第12号、日本薬学会、1953年、1346-1350頁、doi:10.1248/yakushi1947.73.12_1346、ISSN 0031-6903、NAID 130007279741。
- 安永峻五, 下村脩「無機クロマトグラフに関する研究 (第2報):アルミナによる陰イオンの簡易微量分析並びに金属錯塩のクロマトグラフ的分離について」『藥學雜誌』第73巻第12号、日本薬学会、1953年、1350-1353頁、doi:10.1248/yakushi1947.73.12_1350、ISSN 0031-6903、NAID 130007279743。
- 安永峻五, 下村脩「無機クロマトグラフに関する研究 (第4報):濾紙通電クロマトグラフの基礎的研究 その1」『藥學雜誌』第74巻第1号、日本薬学会、1954年、62-66頁、doi:10.1248/yakushi1947.74.1_62、ISSN 0031-6903、NAID 130007277093。
- 安永峻五, 下村脩「無機クロマトグラフに関する研究 (第5報):濾紙通電クロトマトグラフの基礎的研究 その2」『藥學雜誌』第74巻第1号、日本薬学会、1954年、66-68頁、doi:10.1248/yakushi1947.74.1_66、ISSN 0031-6903、NAID 130007277094。
- 安永峻五, 下村脩「無機クロマトグラフィーに関する研究 (第6報):滬紙通電クロマトグラフィーの装置について」『藥學雜誌』第74巻第7号、日本薬学会、1954年、778-780頁、doi:10.1248/yakushi1947.74.7_778、ISSN 0031-6903、NAID 130007277271。
- 下村脩「ロ紙電気泳動に関する研究(第2報)種々の物質のpH-泳動度曲線について」『日本化學雜誌』第76巻第5号、日本化学会、1955年、562-566頁、doi:10.1246/nikkashi1948.76.562、ISSN 0369-5387、NAID 130003411336。
- 下村脩「口紙電気泳動に関する研究 (第3報) 難溶性塩および錯イオンの生成時における濃度-泳動度曲線について」『日本化學雜誌』第76巻第9号、日本化学会、1955年、973-977頁、doi:10.1246/nikkashi1948.76.973、ISSN 0369-5387、NAID 130003507710。
- 平田義正, 江口昇次, 下村脩「10.海ホタルルシフェリンの構造」『天然有機化合物討論会講演要旨集』第3巻、天然有機化合物討論会、1959年、83-93頁、doi:10.24496/tennenyuki.3.0_83、NAID 110006677280。
- 下村脩「海ホタルルシフェリンの構造(第2-3報)」『日本化学雑誌』第81巻第1号、日本化学会、1960年1月、179-184頁、ISSN 03695387、NAID 120006983362。
- 下村脩, 江口昇次「5-イミダゾロンに関する研究(第1-2報)」『日本化学雑誌』第81巻第9号、日本化学会、1960年9月、1434-1439頁、ISSN 03695387、NAID 120006983360。
- 岸義人, 後藤俊夫, 平田義正, 下村脩「11.ウミホタルルシフェリンの構造について」『天然有機化合物討論会講演要旨集』第9号、天然有機化合物討論会、1965年10月、60-66頁、NAID 120006983371。
- 下村脩, 羽根田弥太「発光カタツムリQuantula striataの発光系の化学的性質〔英文〕」『横須賀市博物館研究報告. 自然科学』第34号、横須賀市自然博物館、1986年12月、1-5頁、ISSN 0513-2622、NAID 120006982936。
- 中村英士, Musicki B., 岸義人, Morse D., Hastings J., 下村脩「36 夜光虫(渦鞭毛藻)の生物発光」『天然有機化合物討論会講演要旨集』第30号、天然有機化合物討論会、1988年9月、276-283頁、NAID 120006983372。
- 下村脩「発光生物研究40年」『長薬同窓会報』第35号、長崎大学薬学部 長薬同窓会、1995年、42-44頁、NAID 120006983342。
- 下村脩「イクオリンとGFPの発見」『バイオサイエンス最前線』第22号、アトー株式会社、1998年4月、2-12頁、NAID 120006983343。